# Syncephalis bispora
Syncephalis bispora är en svampart som beskrevs av Racib. 1909. Syncephalis bispora ingår i släktet Syncephalis och familjen Piptocephalidaceae.   Inga underarter finns listade i Catalogue of Life.